# Kaňk
Kaňk (něm Gang) je jedna ze dvanácti místních částí a jedno ze sedmi katastrálních území města Kutná Hora. Nachází se 3 km severně od centra Kutné Hory. V současné době je zde registrováno asi 312 domů. PSČ je 284 04.

## Historie
Kaňk vznikl ve druhé polovině 13. století současně s nedalekou Kutnou Horou v souvislosti s objevem rozsáhlých nalezišť arsenu, stříbra a také mědi. Původní hornická osada tvořící předměstí Kutné Hory byla Ferdinandem II. roku 1621 povýšena na město se stejnými právy, jaká měla samotná Kutná Hora. Těžební činnost probíhala v okolí Kaňku až do 20. století, kdy se zde těžily zinkové a olověné rudy. Těžba také dala Kaňku jméno, neboť německý název Gang znamená mj. důlní chodbu.
Roku 1950 byly obce Kaňk, Perštejnec a Sedlec připojeny ke Kutné Hoře.

## Pamětihodnosti
- Kostel sv. Vavřince – pozdně gotický kostel obsahující sanktuárium a kazatelnu patřící k nejvýznamnějším pozdně gotickým sochařským pracím v Čechách
- Radnice s ohradní zdí – budova z roku 1526, v letech 1739 a 1769 přestavěna barokně a opatřena mansardovými střechami.
- Obytné stavení zemědělské usedlosti čp. 66 (pod Sukovem) – moderně přestavěný patrový dům obsahuje mj. raně barokní malovaný trámový strop z poloviny 17. století
- Dům čp. 120 (u kostela) – budova původně z 16. století obsahuje v přízemí gotický pravoúhlý přetínavý portál datovaný do roku 1560.
- Kaplička svatého Jana Křtitele (na jižním okraji) – výklenková kaple z druhé poloviny 18. století obsahující mariánský obraz a zvětralou pískovcovou socha Jana Křtitele.

## Galerie

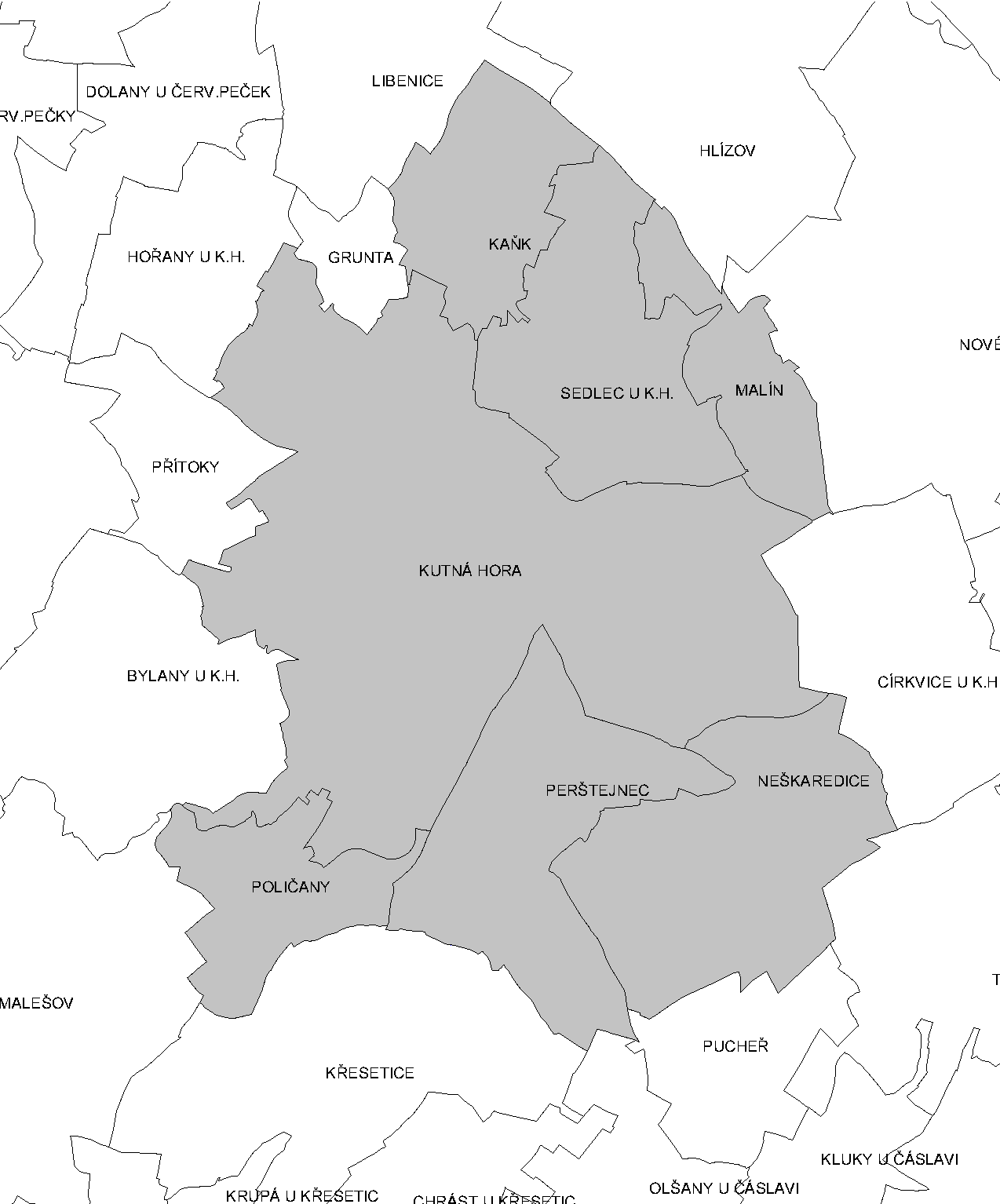
Katastrální území Kutné Hory
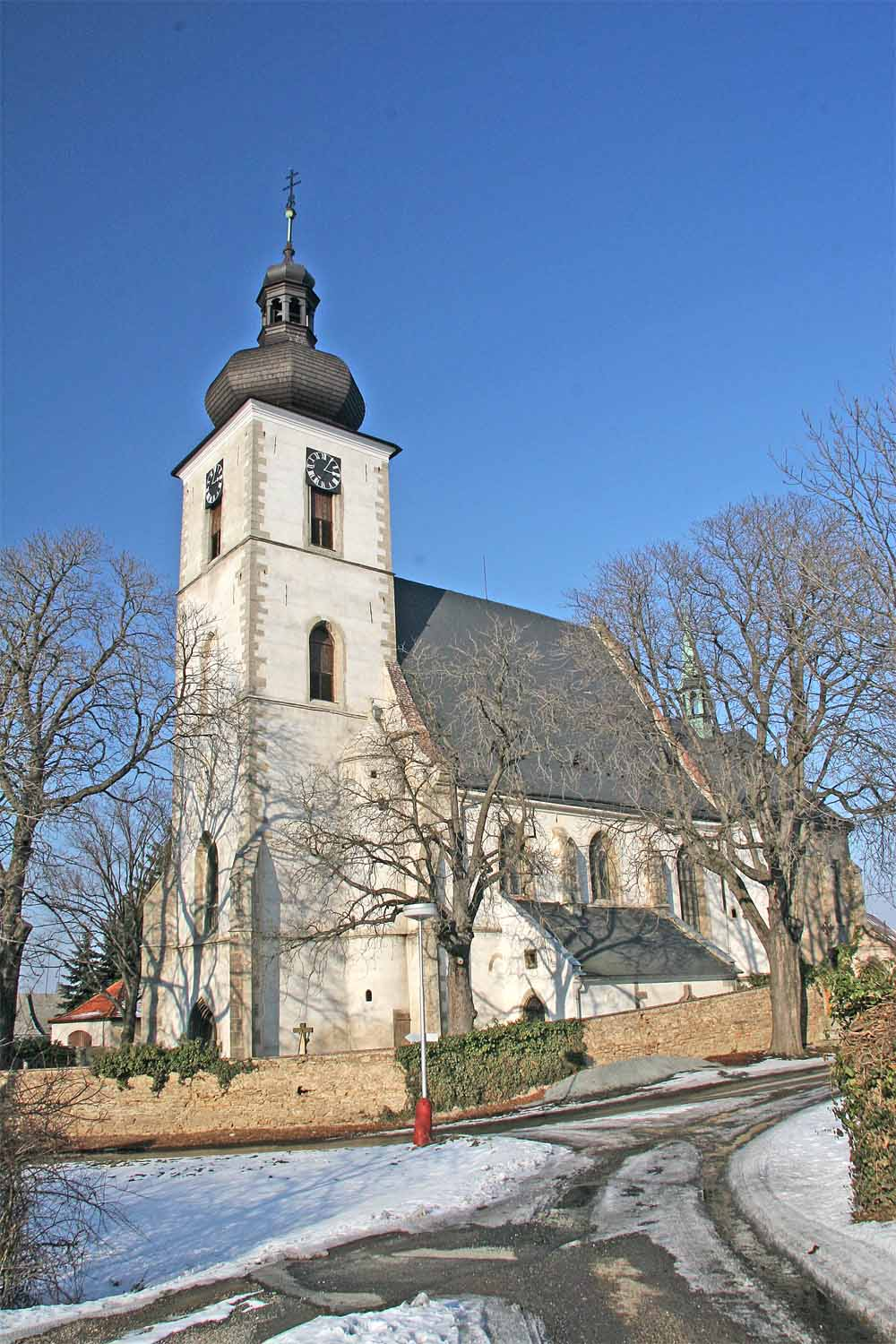
pozdně gotický kostel sv. Vavřince v Kaňku